# 豊栄市

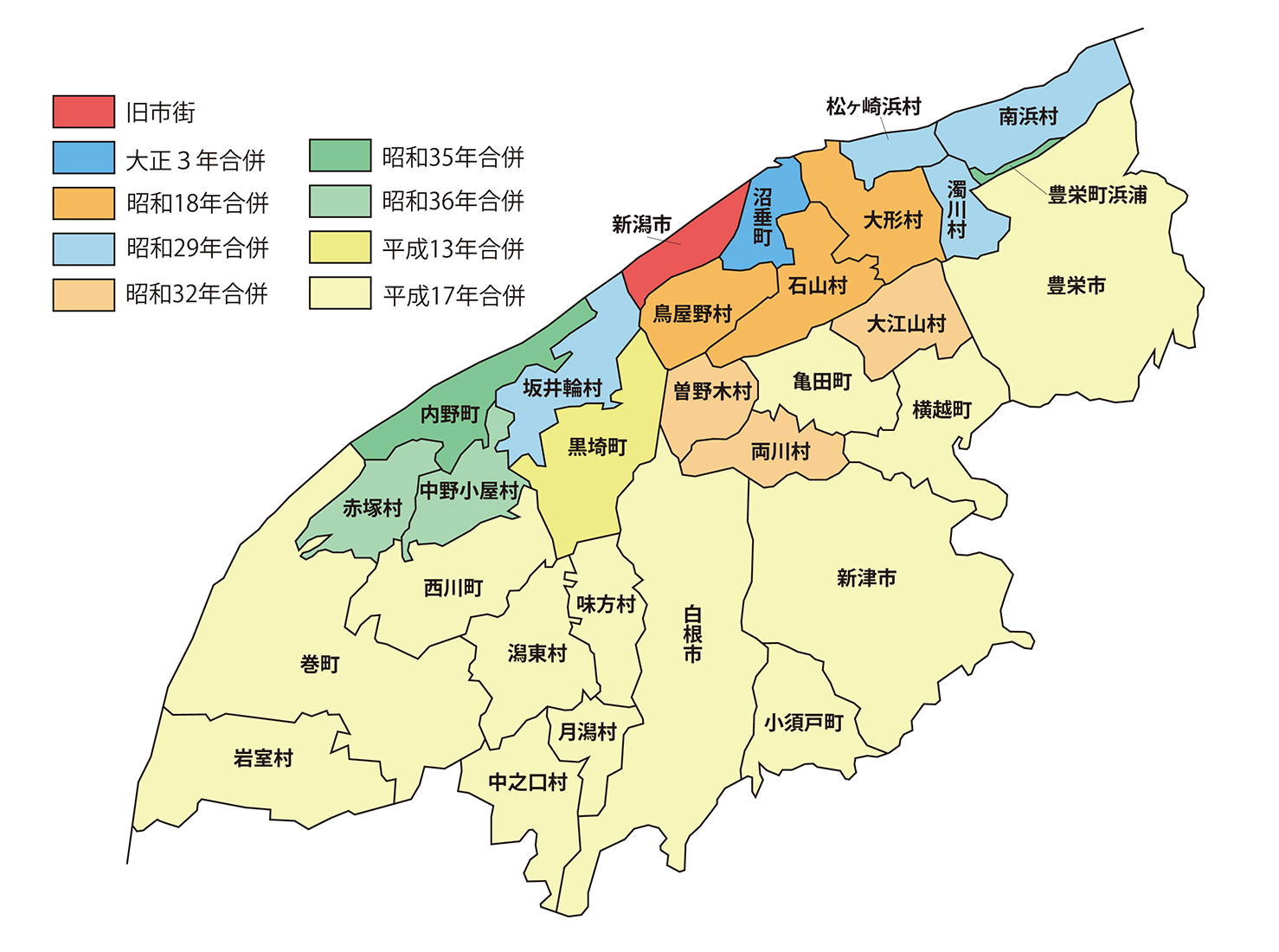
新潟市の合併市町村

豊栄市（とよさかし）は、かつて新潟県に存在した市である。2005年3月21日に新潟市との編入合併によって消滅し、現在は新潟市の政令指定都市移行により北区の大部分を占める。
以下の記述は合併前の豊栄市に関しての記述であり、現在では名称等が異なる場合がある。なお、ここに記述されていない内容に関しては北区 (新潟市)などの記事を参照されたい。
新潟市（旧：西蒲原郡黒埼町を除く）への通勤率は35.8%（平成12年国勢調査）。

## 概要
定期市（六斎市）の開かれる在郷町として発展し新井郷川の舟運の拠点となった葛塚と、旧新発田街道（木崎街道）の通る宿場町木崎、農村が広がる岡方・長浦の4地域が昭和の大合併により一つとなって誕生した。阿賀北地域の一角を成す。
高度成長期以降は鉄道駅周辺などを中心に宅地開発が進み、前述のように新潟市のベッドタウンとしての性格が強まった一方、工業団地の整備も進んだことから周辺からの通勤流入もある。2000年国勢調査では昼間人口比率は77.8%で、通勤・通学による流入人口、流出人口はそれぞれ5,265人、16,127人。

### 市名の由来
古くはこの地域が越後国豊田荘にあたることと、郷土が豊かに栄えるようにということで、豊田の「豊」＋「栄」えるとして第2回新町名選定委員会（1955年3月21日開催）にて決定された。

## 地理
越後平野に位置しており、市域の大半が標高0-4mと低く、帯状にできた僅かな自然堤防の微高地に古くからの居住地が形成されてきた。高度成長期以降には盛土による宅地開発により後背湿地にも市街地が拡大した。低地ゆえに1966年（昭和41年）の7.17水害（下越水害）や1967年（昭和42年）の8.28水害（羽越豪雨）、1998年の8.4水害（平成10年8月新潟豪雨）など幾度となく水害に苦しめられており、それらを受けて福島潟放水路など排水施設の整備が進んだ。北部は新潟砂丘が東西に貫く。
- 川：新井郷川、新発田川、駒林川
- 湖：福島潟、十二潟、内沼潟

### 隣接していた自治体
- 新潟市
- 新発田市
- 阿賀野市
- 聖籠町
- 横越町

## 歴史

### 豊栄町誕生まで
- 1731年（享保16年） - 阿賀野川の水を排水するための松ヶ崎掘割が洪水により決壊し、阿賀野川の本流となったため、福島潟の水位が下がる。そのことにより現れた土地が開墾されたり、村落が形成されることにより人が集まり、後の中心市街地となる葛塚町が形成され始めた[5]。
- 1761年（宝暦11年） - 葛塚に定期市が開かれる[6]。
- 1888年（明治21年） - 内沼村と内沼新村が合併して内沼村となり、新鼻が新鼻村に、新鼻三囲が新鼻新田に改称する。
- 1889年（明治22年）4月1日 - 町村制施行にともなう合併により、葛塚村、嘉山村、太田古屋村、鳥屋村、島崎村、笹山村、藤井村、長場村、亀浦村、越岡村、大久保村、三森村が発足。

| 嘉山村     | 嘉山村、前新田、新鼻村、新鼻新田、内沼村、大月村、高田村新田地先               |
| 太田古屋村 | 太田古屋村、太田上古屋村                                                       |
| 鳥屋村     | 鳥屋村、仏伝新田、早通村、下早通村、須戸新田                                   |
| 島崎村     | 木崎村、内島見村、樋ノ入村、浦ノ入村                                           |
| 笹山村     | 笹山新田、下大谷内新田、浜浦谷内、横土居新田                                   |
| 藤井村     | 藤寄村、笠柳村、横井村                                                         |
| 長場村     | 長場新田、岡新田、上堀田村、下堀田村、大月新田、里飯野村                       |
| 亀浦村     | 浦木村、上土地亀新田、下土地亀新田、太子堂興野、長戸呂新田の内字川原毛         |
| 越岡村     | 長戸呂村、平林村、十二新田、山飯野村、灰塚新田、大迎村、長戸呂新田の内字大瀬柳 |
| 大久保村   | 大久保新田、太子堂村                                                           |
| 三森村     | 高森村、三ツ屋村、森下新田、高森新田                                           |

※葛塚村は合併せず独立
- 1890年（明治23年） - 太田古屋村と佐々木村大字則清村新田が合併し、太田古屋村となる。
- 1901年（明治34年）11月1日 - 合併により葛塚町、岡方村、長浦村が発足。

| 葛塚町 | 葛塚村、太田古屋村、嘉山村（嘉山、前新田、新鼻、新鼻新田） |
| 岡方村 | 越岡村、大久保村、三森村                                   |
| 長浦村 | 長場村、亀浦村、嘉山村（内沼、大月、高田村新田地先）       |

- 1906年（明治39年）4月1日 - 合併により木崎村が発足。

| 木崎村 | 島屋村、島崎村、笹山村、藤井村（笠柳、横井 ※藤寄は聖籠へ） |

- 1922年（大正11年） - 木崎村小作争議。（ - 1926年）
- 1955年（昭和30年）3月31日 - 北蒲原郡葛塚町、木崎村、岡方村の3町村が合併し、豊栄町（人口:26,122人）になる。町役場は旧葛塚町役場に設置。ただ、この合併協議会に加入していた長浦村が合併保留になったため、この時点での豊栄町は旧岡方村の地区が飛び地状態となる[7]。

### 豊栄町誕生後
#外部リンクも参照。
- 1959年（昭和34年）7月22日 - 北蒲原郡長浦村を編入合併。同時に飛び地状態解消。市制施行まで新潟県下最大人口規模の町（人口:34,625人）となる。この頃町章ができる[1][8]。
- 1960年（昭和35年）4月1日 - 旧木崎村浜浦地区（現新潟市白勢町）が新潟市へ分町。（人口:34,256人）
- 1962年（昭和37年）3月6日 - 町役場を上大口（豊栄市役所、豊栄支所を経て旧北区役所）へ移転[9][10]。
- 1967年（昭和42年）8月28日 - 羽越豪雨により新発田川、太田川から溢れた水が市街地へ流入して冠水。同月30日までに床上浸水255戸、床下浸水607戸、田畑の浸水2150ha[11]。
- 1968年（昭和43年）ごろ - 新都市計画法成立に伴い用途地域の導入に向けた動きが始まる[12][13][14][15][16]。
- 1970年（昭和45年）11月1日 - 新潟県で21番目に市制施行（人口:32,715人）。人口規模は19番目。
- 1974年（昭和49年）ごろ - 市街地に住居表示を導入する動きが始まる[17]。
- 1978年（昭和53年）8月1日 - 北蒲原郡聖籠町との境界変更[18]。
- 1981年（昭和56年）9月1日 - 新発田市との境界変更[19]。

- 2005年（平成17年）3月21日 - 新潟市へ編入合併。
- 2007年（平成19年）4月1日 - 新潟市を政令指定都市に移行。旧豊栄市が北区の一部となる。

詳細は新潟市の行政区域の変遷を参照。
また、豊栄市役所がそのまま新潟市北区役所となり、2021年2月1日に東栄町の新庁舎に移転するまで使用された。

## 地域
葛塚地区
豊栄市の中心は豊栄駅周辺の葛塚（くずつか）を中心とした葛塚地域。古くからの市街地で、月に6回以上は市（五十市）も開かれる。この葛塚を中心として商業地・住宅地の開発が進捗した。
1970年代後半以降は豊栄駅北側でも開発が進み、現在では住宅地や商業地となっている。豊栄駅北西部の柳原、豊栄新潟東港IC周辺のかぶとやまの2地区は大型ショッピングセンターを中心とした郊外型店舗の集積地となっている。
また駅東側の太田（字法花鳥屋）にもマイカルが運営するショッピングセンターがあったが、親会社の経営難により閉店した。
早通地区
豊栄西部の早通地区では1960年代に県営アパートなどが建設されたのを機に、早通駅を中心とした宅地開発が急速に進んだ（詳細は早通駅#駅周辺を参照）。
木崎地区
1970年代からは新新バイパスの開通を前に豊栄北部の木崎地区で「尾山ニュータウン」などの宅地開発が進んだ。いずれも交通の利便性を活かし、一躍新潟市のベッドタウンへと成長した。
長浦地区
南東部の長浦地域では、葛塚地区と新井郷川を挟んで隣接している川西地域が豊栄高校の新設および葛塚小学校の移転、美里地域が光晴中学校の新設を契機に宅地開発が行われた程度であり、その他は県道など幹線道路沿いに集落が続いている。
岡方地区
地区南西部の岡方地域では大規模な宅地開発が行われておらず、県道など幹線道路沿いに集落が続いている。

## 行政
- 市長：小川竹二（5選目）

### 歴代町長
- 八田健吉 (代執行者、旧葛塚町長)
- 三林宏作（4期、1955年5月1日 - 1970年10月31日）

### 歴代市長
- 三林宏作（1期、1970年11月1日 - 1971年3月15日）
- 石井耕一（4期、1971年4月25日 - 1987年4月26日）
- 小川竹二（5期、1987年4月27日 - 2005年3月20日）

## 姉妹都市・友好都市等
- ビロビジャン市（ロシア ユダヤ自治州）- 1992年提携

## 経済

### 工業
1980年代後半には市で初めてとなる工業団地、「豊栄北部工業団地」の整備が始まり、1990年代前半には3年間に45%・51社と全国有数の事業所数増加率となった。

### 商業
2002年3月発行の「豊栄市中心市街地活性化基本計画」によれば、市内の商店街および大型店は以下の通り。
| 商店街名                 | 店舗数        | 商店街延長(m)   | 街路幅員(m) | 歩道の有無 | 大規模店の有無 |
| ------------------------ | ------------- | --------------- | ----------- | ---------- | -------------- |
| 豊栄駅前通商店街振興組合 | 35            | 350             | 18          | 有         | 有             |
| 他門通り商工振興会       | 35            | 400             | 11          | 有         | 無             |
| （旧）本町通商店街       | 上町20 中町23 | 上町130 中町100 | 9           | 無         | 無             |
| 豊栄市下町商店街振興会   | 38            | 200             | 10          | 有         | 無             |
| 上大口商工振興会         | 25            | 250             | 7           | 無         | 無             |
| 中大口商工振興会         | 21            | 280             | 7           | 無         | 無             |
| 白新町商工振興会         | 100           | 1500            | 11          | 無         | 無             |

| 店舗名                                                    | 所在地         | 売場面積（㎡） | 駐車台数（台） |
| --------------------------------------------------------- | -------------- | -------------- | -------------- |
| 豊栄サティ                                                | 太田字法花鳥屋 | 9536           | 530            |
| キューピット豊栄店                                        | 白新町3丁目    | 960            | 40             |
| ウオロク豊栄店                                            | 葛塚字柳原     | 2634           | 153            |
| ファッションセンターしまむら豊栄店                        | 葛塚           | 998            | 70             |
| 水澤の家具豊栄店                                          | 葛塚           | 2797           | 45             |
| 蔦屋書店豊栄店                                            | 木崎字尾山前   | 909            | 108            |
| 三和ショッピングセンター                                  | 白新町1丁目    | 2971           | 40             |
| 豊栄ショッピングセンター （原信、コメリ、星光堂薬局など） | 葛塚字巳高入   | 8136           | 390            |

また、2001年の県の調査時点での買物支持率は以下の通り。
| 品目     | 他門通り | 本町通り | 上大口 | 中大口 | 三和ショッピング | 豊栄駅前通（左記店舗除く） | キューピット豊栄店 | 白新町（左記店舗除く） | キューピット早通店 | 早通（左記店舗除く） | 露店市場（常盤町） | 豊栄サティ | サムズウオロク豊栄店 | 柳原・石動地区 | 尾山地区 | その他（市内の左記以外の地区） | 豊栄市内計 | 新潟市 | 新発田市 | 聖籠町 |
| -------- | -------- | -------- | ------ | ------ | ---------------- | -------------------------- | ------------------ | ---------------------- | ------------------ | -------------------- | ------------------ | ---------- | -------------------- | -------------- | -------- | ------------------------------ | ---------- | ------ | -------- | ------ |
| 買回品   | 0.2      | 2.7      | 1.1    | 0.7    | 0.8              | 1.8                        | 0.3                | 3.4                    | 0.2                | 1                    | 0.2                | 10.5       | 0.4                  | 1.9            | 2.1      | 7.2                            | 34.5       | 46.3   | 9.8      | 2.3    |
| 準買回品 | 0.5      | 3.9      | 0.3    | 0.2    | 5.3              | 1.6                        | 0.1                | 1                      | 0.2                | 0.3                  | 0.4                | 18.1       | 0.3                  | 13.2           | 0.5      | 8                              | 53.9       | 26.5   | 6.1      | 1.8    |
| 最寄品   | 0.1      | 2.4      | 0.4    | 0.4    | 5                | 1.4                        | 8.5                | 1.8                    | 6.2                | 4                    | 1.7                | 17.1       | 10.9                 | 3.8            | 4.6      | 5.5                            | 73.8       | 14.1   | 5        | 2.4    |
| 全品目   | 0.2      | 2.8      | 0.8    | 0.6    | 2.3              | 1.7                        | 2                  | 2.7                    | 1.5                | 1.5                  | 0.5                | 12.9       | 2.6                  | 3.9            | 2.4      | 6.9                            | 45.3       | 37     | 8.3      | 2.2    |

2003年10月にはベイシアの最大規模かつ県内初出店の店舗となるスーパーセンターが開業し、半年前に開業した聖籠町のPLANT-4聖籠店とともに全国の流通業界から注目を受けた。
また、1990年代初めには木崎地区の約40万㎡の敷地に映画館やホテル、アクアリゾート、スポーツ公園を含む大規模な複合型商業・レジャー施設を建設する計画が新潟市に本社を置くナカムラの関連会社、ランド・コンサルタントによって浮上したが、実現には至っていない。

## 教育
2001年時点での高校の学区は新発田市・村上市・水原町などと同一であった。

### 高等学校
- 新潟県立豊栄高等学校
  - 新潟県立新発田商工高等学校葛塚分校（1967年豊栄高校設立に伴い移管・閉校）
  - 新潟県立水原高等学校長浦分校（1967年豊栄高校設立に伴い移管・閉校）
- 新発田農業高等学校木崎分校（1987年閉校）

### 小中学校
小学校
| 学校名                 | 児童数 1970年度 | 児童数 1980年度 | 児童数 1990年度 | 児童数 2003年度 | 備考                               |
| ---------------------- | --------------- | --------------- | --------------- | --------------- | ---------------------------------- |
| 豊栄市立岡方第一小学校 | 313             | 253             | 246             | 154             |                                    |
| 豊栄市立岡方第二小学校 | 192             | 175             | 142             | 71              |                                    |
| 豊栄市立葛塚小学校     | 1,015           | 560             | 777             | 653             |                                    |
| 豊栄市立太田小学校     | 260             | 166             | 180             | 122             |                                    |
| 豊栄市立木崎小学校     | 377             | 488             | 592             | 436             |                                    |
| 豊栄市立笹山小学校     | 229             | 158             | 182             | 119             |                                    |
| 豊栄市立横井小学校     | 126             | 93              | 79              | -               | 2002年木崎小へ統合                 |
| 豊栄市立上土地亀小学校 | 200             | 116             | -               | -               | 1983年葛塚小へ統合                 |
| 豊栄市立早通小学校     | 136             | -               | -               | -               | 1979年下土地亀小と統合し早通南小へ |
| 豊栄市立下土地亀小学校 | 98              | -               | -               | -               | 1979年早通小と統合し早通南小へ     |
| 豊栄市立長場小学校     | 214             | -               | -               | -               | 1972年岡新田小と統合し豊栄南小へ   |
| 豊栄市立岡新田小学校   | 105             | -               | -               | -               | 1972年長場小と統合し豊栄南小へ     |
| 豊栄市立葛塚東小学校   | -               | 772             | 826             | 666             |                                    |
| 豊栄市立早通南小学校   | -               | 1,243           | 940             | 899             |                                    |
| 豊栄市立豊栄南小学校   | -               | 193             | 221             | 130             |                                    |
| 計                     | 3,265           | 4,217           | 4,185           | 3,250           |                                    |

中学校
| 学校名             | 生徒数 1970年度 | 生徒数 1980年度 | 生徒数 1990年度 | 生徒数 2003年度 | 備考                               |
| ------------------ | --------------- | --------------- | --------------- | --------------- | ---------------------------------- |
| 豊栄市立岡方中学校 | 364             | 198             | 238             | 161             |                                    |
| 豊栄市立葛塚中学校 | 854             | 1,096           | 1,021           | 395             |                                    |
| 豊栄市立木崎中学校 | 460             | 359             | 470             | 314             |                                    |
| 豊栄市立長浦中学校 | 311             | 155             | 139             | -               | 1993年葛塚中の一部と統合し光晴中へ |
| 豊栄市立光晴中学校 | -               | -               | -               | 438             |                                    |
| 豊栄市立早通中学校 | -               | -               | 608             | 407             |                                    |
| 計                 | 1,989           | 1,888           | 2,476           | 1,715           |                                    |

## スポーツ
柔道が盛んであり、2009年の新潟国体の柔道開催地として選ばれている。1996年（平成8年）、豊栄市立（現新潟市立）木崎中学校は全国中学校バスケットボール大会で準優勝になった。また、2年後の1998年は、豊栄市立（現新潟市立）光晴中学校が全国中学校バスケットボール大会でベスト4に入るなど、バスケットボールが盛んな地域でもあったようである。

### スポーツ施設
- 豊栄市総合体育館

## 交通

### 鉄道路線
在来線
市域は東日本旅客鉄道（JR東日本）白新線の沿線となっており、市内には3つの駅がある。中心駅の豊栄駅には特急列車も停車する。県有の貨物路線である黒山駅分岐新潟東港専用線（新潟東港鉄道）は、黒山駅から分岐して新潟東港の南西部に至る。
豊栄市内の鉄道路線・駅
白新線
早通駅 - 豊栄駅 - 黒山駅

### 道路
高速道路
日本海東北自動車道
豊栄SA - 葛塚BS - 豊栄新潟東港IC
一般国道
市北部を東西に貫く国道7号新新バイパスは、土盛の連続立体交差方式となっている。
- 市内を走る一般国道（※重複区間となっている路線を除く）
  - 国道7号
  - 国道113号

主要地方道
- 新潟県道3号新潟新発田村上線
- 新潟県道15号新潟長浦水原線
- 新潟県道26号新発田豊栄線
- 新潟県道27号新潟安田線
- 新潟県道46号新潟中央環状線
- 新潟県道55号新潟五泉間瀬線

### 路線バス
市内を走る路線バスは、新潟交通グループによる運営。
市北部を走る、万代シテイバスセンター - 大形本町 - 木崎 - 新発田営業所線は、新潟交通北が運行。他、万代シテイバスセンター - 大形本町 - 早通駅前 - 豊栄駅前線、万代シテイバスセンター - 大形本町 - 新潟競馬場線、市役所前（新潟） - 下山 - 松浜 - 新潟競馬場線については新潟交通が運行。この他、新潟競馬場への臨時路線として、新潟駅南口 - 新新バイパス - 新潟競馬場線、豊栄駅前 - 新潟競馬場線、新発田駅前通 - 新潟競馬場線の3路線が運行されていた。
また、同グループの受託により、豊栄駅 - 月岡温泉間のシャトルバスが2004年より運行開始となった（詳細は新潟交通観光バス#新発田営業所を参照）。
上記は新潟市への合併直前時点での情報である。2003年頃までは岡方地区にも路線があった（下表を参照）。また、1985年までは長浦地区や太田方面にも路線があった。
2002年3月発行の「豊栄市中心市街地活性化基本計画」によれば、市内で運行されていたバス路線は以下の表の通り（いずれも新潟交通グループ）。
| 区分       | 起点             | 主な経由地   | 終点             | 運行キロ   | 年間輸送人員数 | 平均乗車密度 |
| ---------- | ---------------- | ------------ | ---------------- | ---------- | -------------- | ------------ |
| 近郊線     | 新潟市役所前     | 松浜         | 県競馬場外販売所 | 18.9〜19.6 | 94,344         | 4.5          |
| 近郊線     | 新潟             | 新崎         | 県競馬場外販売所 | 14.4〜15.5 | 33,820         | 4.7          |
| 近郊線     | 県競馬場外販売所 | 新崎         | 新潟             | 14.2       | 2,101          | 4.7          |
| 近郊線     | 新潟             | BP           | 免許センター     | 22.5〜23.6 | 9,690          | 4.3          |
| 近郊線     | 免許センター     | BP           | 新潟             | 22.2       | 698            | 1.1          |
| 近郊線     | 新潟駅南口       | BP           | 免許センター     | 22.7       | 18,770         | 5.7          |
| 郊外線     | 新潟             | 木崎         | 新発田営業所     | 26.5〜27.5 | 295,267        | 8.7          |
| 郊外線     | 新発田営業所     | 木崎         | バスセンター前   | 26.2       | 30,074         | 10.5         |
| 郊外線     | 新潟             | 木崎（急行） | 新発田営業所     | 26.5〜27.6 | 99,543         | 8.2          |
| 郊外線     | 新発田営業所     | 木崎（急行） | バスセンター前   | 26.2       | 12,930         | 7.9          |
| 郊外線     | 新潟             | BP           | 新発田営業所     | 31.6〜32.7 | 2,248          | 3.2          |
| 郊外線     | 新発田営業所     | BP           | バスセンター前   | 31.7       | 177            | 1            |
| 郊外線     | 新潟             | 早通         | 豊栄駅前         | 17.1〜18.1 | 161,191        | 7.6          |
| 郊外線     | 下木戸           | 早通         | 豊栄駅前         | 13.4〜16.8 | 30,602         | 9.8          |
| 郊外線     | バスセンター     | 岡方         | 水原             | 26.4       | 23,835         | 6.3          |
| 郊外線     | 緑岡団地前       | 岡方         | バスセンター前   | 21         | 12,983         | 9.5          |
| ローカル線 | 新潟競馬場       | 柳原団地     | 豊栄駅前         | 6.3〜6.4   | 1,028          | 4.3          |
| ローカル線 | 新発田駅前通     | 木崎         | 新潟競馬場       | 15.8〜16.1 | 2,366          | 9.4          |
| ローカル線 | 新潟駅南口       | BP           | 新潟競馬場       | 14.5〜14.8 | 29,245         | 14.7         |

### 高速バス
日東道・葛塚BSには、県外線では新潟 - 山形線、県内線では県庁（新潟） - 中条 - 村上線が停車した。

### 港湾

#### 新潟東港
新潟港を参照。豊栄市域にはガントリークレーンが3基設置されている。

## 名所・旧跡・観光スポット・祭事・催事
- 新潟競馬場
- 福島潟自然公園
- 葛塚まつり

## 市内の主な施設
- 豊栄市総合体育館
- 豊栄市図書館
- 水の公園福島潟
  - 新潟県立環境と人間のふれあい館（新潟水俣病資料館）
  - ビュー福島潟
  - 潟来亭
  - 遊水館
  - 菱風荘
- 豊栄市博物館
- 道の駅豊栄

## 出身有名人
- 川村英樹（パティシエ）
- 小柳冨次（日本海軍軍人）
- 渋谷飛鳥（タレント、女優・美少女クラブ31）
- 一節太郎
- 月岡貞夫（アニメーター）

## その他
- 水の郷百選：全国初「水の駅」から自然文化でまちづくり
- 日本の音風景100選：福島潟のヒシクイ